# 坂上之雲
《坂上之云》，是从2009年11月29日开始间断性地在日本NHK播放的《日本计划》特别历史剧（當初原打算以“大河剧”方式製作），全13集。原作为司马辽太郎的同名长篇历史小说（但電視劇於改編時，也加入了部分司馬遼太郎所寫的其他同時代背景相關作品內容，如『明治という国家』、『司馬遼太郎が考えたこと』、『殉死』、『この国のかたち』），在1968年（昭和43年）至1972年（昭和47年）间连载于产经新闻。“坂上之云”本身意思是“顺着斜坡路（日文即為「坂」）上升的云”，意指日本在明治维新时期奋发图强，学习追赶西方列强，国力不断增强的情景。

## 概要
司马辽太郎生前雖然多數暢銷作品都改編成電視劇或電影，但因為不願意自己的作品被誤解成讚美戰爭行為，一直不願將此小說改編成电视剧。司马辽太郎過世後，NHK於1999年起先後獲得司馬遼太郎紀念財團和司馬夫人福田綠的同意，開始進行「21世紀特別大河劇」計畫，並預計於2006年推出此劇。但是2004年6月原編劇野澤尚自殺、2005年電視劇化計畫執行中NHK會長海老澤勝二辭職等事件接續發生，製作費亦超出預算，因此放棄於2006年播出；改以從2009年12月開始，每年播出4-5集，共3年播完。並且把「大河」2字取消，改以「特別電視劇」之名。
全劇於2007年11月在筑波未來市開拍，之後除了在日本各地拍攝外，为重现历史地点，還前往中国、俄罗斯、美國、英國實地取景，最後於2010年9月21日在愛媛縣今治海岸殺青。
本剧先后获得第37届和第38届艾美奖国际部门最佳连续剧奖项提名，视觉特效组于2010年获得日本电影电视技术大奖。

## 剧情介绍
“坂上之云”时代背景为明治时期的日本，描述松山藩出身的秋山好古和秋山真之兄弟，以及自幼一起长大的文学家正冈子规的故事。
故事前半是三位主人公的求学和發展过程，包括好古的骑兵學習，真之的海军战术研究，和子规对于日本短诗/现代散文改革运动。故事后半，特别是在子规逝世后，集中在秋山兄弟关连至深的日俄战争。
第一部
明治維新時誕生的秋山真之，跟成為陸軍官的哥哥好古一同住在東京，並與好友正岡升一起在東京大學預備門求學。不過，由於對學生生活產生懷疑，真之從預備門輟學改進入海軍兵學校成為海軍軍官。另一方面，立志於改革俳句的升，也進入了帝國大學就讀，不過同時期發現感染了肺結核。
甲午戰爭爆發時，秋山兄弟與子規從不同的角度都參與了這場戰爭。當戰爭結束後，他們也都注意到了意圖進犯遠東的大國-俄羅斯。
第二部
19世紀是帝國主義的時代，日本雖然打敗清國，但嚴重地感受到北方俄羅斯力量的威脅。當時，俄國力量已經深入中國東北，並逐渐控制旅順等重要軍事要地。日本为了與俄國争夺遠東利益，體認到難免終將與俄國一戰。當時在外考察的秋山、廣瀨等人，跟政界人士積極地推動與英國同盟，以增加日本的國際支援。
另一方面，在日本的子規由於長期臥床，病情更加嚴重，1902-03年冬，他已經知道自己來日無多，也日益激發他的創作力量，東京根岸的子規庵聚集了一批與他志同道合朋友，一起為日本俳句作出貢獻。
俄國的尼古拉二世自從在日被刺殺未遂以後，對日本一直沒有好感，同時也支持俄國的東進政策。到20世紀初期，日俄兩國的關係逐漸惡化，同時俄國遠東總督也野心勃勃，意欲教訓日本這個「東洋的猴子」。
1904年2月6日，日俄開戰，日本海軍首先攻擊旅順港的俄軍。但旅順港已經被俄國建設成難攻不落的軍港。除擁有大型艦隊外，沿岸的火砲更是讓日軍海军毫無攻擊機會。日軍聯合艦隊的參謀有馬良橘考量地形，建議採美西戰爭的「閉塞作戰」，並於夜間實施，降低被俄軍發現的機會。但實施3次的閉塞作戰均失利。
第三部
俄國波羅的海艦隊启程驰援远东。日本海軍深知不是俄國波羅的海艦隊与俄国太平洋舰队联手之敵，也無法从海上拿下旅順軍港，於是要求陸軍從陸上攻佔制高點，從陸上摧毀旅順俄軍。滿州日軍的第一军、第二军抽出部分編成了第三軍，由乃木希典率領，意欲從最強點突破，攻佔俄國要塞。但當時，第三軍沒有俄國要塞的詳細情資，只好以正攻法，經二次攻頂換得部分資訊、死傷慘重，但仍無法擊破俄軍重重防衛與砲火陣地。最終，第三軍決定改變戰略，進攻另外一個據點-203高地。雖然可以拿下山頭，但是由於攻頂部隊僅剩下40人，又被之後反擊的俄軍殲滅。
擔任滿州軍總司令部總參謀長的兒玉源太郎，甘冒被送軍法會議的危險，隻身前往旅順，雖與第三軍參謀衝突，但仍說服乃木希典交出指揮權，改採攻頂搭配砲擊的方式，雖可能犧牲一部份攻頂部隊，但可拿下203高地免於俄軍反擊。第三軍最後終於拿下203高地，並且猛擊旅順港的俄國海軍，最終也成功佔領旅順。
戰勝旅順的第三軍隨即北上，與滿州軍主力部隊會師，並與俄軍於奉天展開會戰。當時，日軍人力與物資軍不如俄軍。開戰時，大山與兒玉採擾亂戰術，左右翼接續攻擊，導引俄軍疲於奔命，最後主力中央攻擊。俄軍統帥由於過於緊張拘束，決定撤兵。
海戰部分，波羅的海艦隊由於延遲抵達東方，日本海軍猜測可能有兩條方向：第一走東海、於對馬海峽決戰，第二則是繞過太平洋，經日本津輕海峽進入海參威軍港。然而，任何一條路徑，日本海軍若猜測錯誤，將會無法攔截。秋山真之認為俄軍延遲進入東方，應該是採第二條路徑，故建議司令東鄉前往津輕海峽，但最後東鄉仍認為應該在對馬海峽決戰，因此決定留在對馬海峽並成功攔截到波羅的海艦隊。
兩軍於海上交戰前，在送達大本營的電文中，真之加上了一句話：「是日天氣晴朗，波高」。暗示視線良好，海面搖晃造成日军鱼雷小艇无法使用。
雙方戰艦接觸前夕，東鄉決定敵前左轉採丁字戰法，成功擊沉俄軍多艘主力戰艦，最後俄軍投降。

## 角色

### 主角及親屬

#### 秋山家
秋山真之（あきやま さねゆき）
演員：本木雅弘（少年：小林廉）
主角，幼名淳五郎，身邊的朋友都叫他「淳」，喜歡母親作的豆子，思考的時候一定要吃。
少年時代是一個頑皮的少年，後進入東京大學預備門就學，最終進入海軍兵學校，成為海軍軍官，以少尉身份參加甲午戰爭，在黃海海戰中，由於自己的命令使部下戰死，相當受到衝擊。
甲午戰後留學美國，參觀了美西戰爭，受到閉塞作戰的啟發。美國留學後，轉任駐英武官。
日俄戰爭時擔任聯合艦隊參謀，規劃「丁字戰法」擊敗俄軍艦隊。
秋山好古（あきやま よしふる）
演員：阿部宽（少年：田中祥平，青年：染谷将太）
真之的哥哥，幼名「信三郎」，身邊的人都叫他「信」。
少年時代在澡堂打工自學，日後先進入大阪師範學校，再進入陸軍士官學校，成為陸軍軍官。
陸軍大學校畢業後，留學法國學習騎兵技術，返國後建立日本騎兵學校（並為第二任校長）。甲午戰爭、日俄戰爭時皆曾參與戰鬥。
秋山久敬（あきやま ひさたか）
演員：伊东四朗
秋山贞（あきやま さだ）
演員：竹下景子
久敬的妻子。
秋山多美（あきやま たみ）
（佐久间多美 → 秋山多美）
演員：松隆子
旗本佐久間家的女兒，好古的妻子。
被好古稱為「眼睛像日本狆(小型犬)」的女子，最早是好古就讀陸軍大學校時寄宿在她們家認識，一開始相當輕蔑身份較低的秋山兄弟。
好古自法國留學回來後，經介紹認識跟好古結婚。
秋山季子（あきやま すえこ）
（稻生季子 → 秋山季子）
演員：石原聪美
真之的妻子。
善四郎（ぜんしろう）
演員：森久保大河

#### 正冈家
正冈子规（まさおか しき）
演員：香川照之（少年時期：笹野貴斗）
真之的總角之交，名字是常規、小名「升」。
從少年時期開始身體就很不好，比真之還早一點前往東京讀書，且進入了東京大學預備門就讀。
在預備門時期，認識了很多日後文壇好友，比如夏目漱石、山田美妙。在學時對俳句很有興趣，立志改革俳句，並建立新的文風。預備門畢業後進入東京帝國大學就讀，但也同時感染肺結核，返鄉治病。病癒後又回東京就讀，但後來決定休學進入日本新聞社當記者。
記者時期仍繼續從事俳句革新，而肺結核病也再發，但與此同時，也正是他創作力最旺盛的時候。
另外，子規在預備門時代也熱衷於當時剛引進日本的「野球」。雖不是野球的命名者（命名者為中馬庚），但也翻譯了其中一些棒球術語，並留有一些照片。
病重時，真之曾前來探望，談了一些諸國事蹟。子規對他說，西歐諸國彼此都抄來抄去，日本只是比較晚抄，沒有什麼好丟臉的，要努力迎頭趕上。
正冈律
演員：菅野美穗（少女時期：吉田琴）
子规的妹妹。
正冈八重（まさおか やえ）
演員：原田美枝子
子规的母亲。
大原观山（おおはら かんざん）
演員：真實一路
子规的祖父。

### 日本陸軍
川上操六（かわかみ そうろく）
演員：国村隼
井口省吾
演員：堤大二郎
藤井茂太（ふじい しげた）
演員：宫内敦士
大山嚴（おおやま いわお）
演員：米倉齊加年
薩摩人，西鄉隆盛妹夫。日清戰爭擔任第二軍司令、日俄戰爭開戰時擔任總參謀長、之後擔任滿洲軍總司令。203高地之戰時，幫助兒玉替代乃木的第三軍指揮權，並且在親筆信上寫說「兒玉大將的話就是我的話」。
儿玉源太郎（こだま げんたろう）
演員：高桥英树
長州人，與乃木希典在年輕軍官時代就是好友。滿洲軍擔任大本營總參謀。攻擊203高地時親赴第三軍，說服乃木將指揮權交給他，並改換策略，改以砲擊掩護攻頂方式、犧牲一部份部隊換得攻頂戰術成功。
奉天會戰時，由於日軍軍勢不如俄軍，判斷對方將領謹慎下，採雙面包夾、連續侵擊方式誤導俄軍撤退。
乃木希典（のぎ まれすけ）
演員：柄本明
在甲午戰爭中擔任第一旅團長，僅用一日就攻陷了號稱要「半年才能攻陷」的旅順要塞。
一般日本人評價他是軍神，但在司馬遼太郎的小說中，則認為他是「愚將」。直到日俄戰爭後期，改變了乃木愚將的形象，成為一個沈默、接受參謀部長命令和海軍要求，儘速拿下旅順而不得不採取慘烈攻頂的人物。由於三次對旅順進行總攻擊，以上萬士兵犧牲換得對要塞的情報。自己的兩個兒子亦在要塞攻擊和203高地之戰戰死。
伊地知幸介（いぢち こうすけ）
演員：村田雄浩
日清戰爭時擔任第二軍副參謀長，與乃木一起攻陷旅順要塞。
日俄戰爭時在乃木手下擔任第三軍參謀，再次謀劃旅順要塞攻略，採正面攻擊結果，使士兵大量死亡。之後乃木改進攻203高地時表示反對。由於患有神經痛，無法站立，也無法赴最前線視察，乃木到第三軍時，叫他站起來、並且責問他為何不到前線視察，他責怪第三軍彈藥不足，大本營並未撥交足夠彈藥。被兒玉斥責「無能」。
佐藤鋼次郎（さとう こうじろう）
演員：濱田學
第三軍攻城砲兵部員
在聆聽完兒玉提出砲兵變更案後，驚訝地站起來提出「用陛下的砲彈攻擊陛下的子民不能接受」的抗議。
长冈外史
演員：的场浩司
秋山好古軍校同學。在好古決定留學法國時，模仿教官對他的評語是「好古全員、全滅！」
日俄戰爭負責開發新武器，欲送28吋榴彈砲到前線旅順，但是卻被第三軍拒絕。

### 其他的陸軍軍人
明石元二郎 （あかし もとじろう）
演員：塚本晉也
日俄戰爭前擔任日本駐俄國武官，受到兒玉的命令，暗地支持俄羅斯內部與諸殖民地的抗爭，意圖從內部撼動俄羅斯帝國。但歷史上對推翻俄國政權，並未出現過任何書籍中。
日俄戰爭後，在歐洲各地策動反俄行動，並成功舉行巴黎會議。

### 日本海军
廣瀨武夫（ひろせ たけお）
演員：藤本隆宏
豐後國竹田出身。是真之在海軍學校早一年的學長，也是好朋友。擅長柔道、漢詩，獨身主義者。很早就感覺到俄羅斯將威脅日本，因此自學俄語。之後能力受到肯定，甲午戰爭後雖然地位仍不高，但受到拔擢以公費留學生身份，到俄國留學。
在俄國時期也一面觀察俄國社會實況，並在社交場合認識俄國女子亞麗安娜，兩人成為戀人。但由於兩國緊張之關係，未能結婚。
日俄戰爭中受砲彈攻擊而死。
八代六郎
演員：片冈鹤太郎
廣瀨軍校時代的教官。比廣瀨更早到俄國留學，兩人一起在俄國觀察國情。
东乡平八郎（とうごう へいはちろう）
演員：渡哲也
薩摩出身，身任軍港吳鎮守府參謀長時代，在拜訪中國北洋艦隊「定遠號」時認識真之。同時也發現中國海軍戰力的實況，評價其為「生鏽的大刀」。對國際法很有研究，在甲午戰爭時擔任巡洋艦「浪速」的艦長，並下令擊沉當時載有中國軍隊的英國船艦「高陞號」。
山本权兵卫（やまもと ごんのひょうえ）
演員：石坂浩二
薩摩出身。海軍大臣。跟東鄉平八郎在戊辰战争是戰友，日後擘画日本海軍，為日本海軍之父。
饭田久恒
演員：蟹江一平
人见善五郎（ひとみ ぜんごろう）
演員：大木聪
沓泽皆蔵（くつざわ かいぞう）
演員：岩永非非男
饭牟礼仲之助（いいむれ なかのすけ}}）
演員：永井慎一
山本半次（やまもと はんじ）
演員：赤木裕树

### 政治家
陆奥宗光（むつ むねみつ）
演員：大杉涟
高桥是清（たかはし これきよ）
演員：西田敏行
真之求學時期的英語老師，早先留學美國時因為不懂英文，簽了奴隸的賣身契，後來幸運被營救。
在真之到美國參觀時又巧遇真之，並且在旅遊時遇到幾乎滅族的印地安人，教育真之如果日本人不團結，將會像印地安人一樣被白人分化後滅族。
日俄戰爭開打前後，在英國為日本籌款。但當時歐洲均不看好日本會戰勝俄國，僅獲得一位猶太人借款。
後來成為內閣總理大臣，但在1936年的二二六事件中，被“激进”的皇道派青年將校殺害。
伊藤博文（いとう ひろぶみ）
演員：加藤刚
第一任日本首相、元老。早年因為留學歐洲，親眼見到列強的強大，所以一直不願意與大國敵對。內閣內的軍派對其相當不滿。
甲午戰前原本無意跟中國對戰，但因為軍派主戰，只好勉強同意。
小村壽太郎（こむら じゅたろう）
演員：竹中直人
外交官。由於繼承了父親龐大的債務，所以自稱是「世界最窮的外交官」。由於身高很矮，也被其他外交官戲稱為「老鼠公使」。在甲午戰爭前後擔任駐华公使，戰後感受到俄國威脅，提出了「日英同盟」的構想。

### 其他

#### 文人
夏目漱石（なつめ そうせき）
演員：小泽征悦
又名夏目金之助。在東京大學預備門時代是真之與子規的同班同學，後來跟子規一起進入帝國大學就讀。畢業後，曾在子規的故鄉松山擔任英語教師。最終成為為小說家，撰寫「我是貓」等作品。日俄戰爭最激烈時，與一批好友在子規庵聚會，表示看到滿街的大和魂（我是貓作品中有提及），被正岡律說我哥哥不會這樣表示。最後表示，其實心裡很害怕，若日本戰敗，日本文化如能、歌舞伎都會消失，也表示以前瞧不起當軍人的秋山真之，現在卻要靠他來保護。
森鸥外（もり おうがい）
演員：榎木孝明
本名森林太郎，與子規在甲午戰爭中認識，當時擔任隨軍軍醫。將德國「戰爭論」翻譯成日文版者，也是日本文豪。
高滨虚子（たかはま きょし）
演員：森脇史登
河东碧梧桐（かわひがし へきごとう）
演員：大藏教义

#### 东京大学
清水则远（しみず のりとお）
演員：菊地真之
井林广政（いばやし ひろまさ）
演員：桧尾健太
菊池谦二郎（きくち けんじろう）
演員：野吕朋大
关甲七郎（せき こうしちろう）
演員：松村良太

#### 记者
陆羯南
演員：佐野史郎
深井英五
演員：渡部贤治
熊谷直亮（くまがい なおすけ）
演員：神尾佑

#### 皇室
明治天皇（めいじてんの）
演員：尾上菊之助

### 外国人

#### 中国
- 李鸿章：任大惠
- 丁汝昌：徐文彬
- 袁世凯：薛勇

#### 俄國
亞歷安娜
演員：瑪莉娜·亞歷山卓瓦（Marina Aleksandrova）
俄羅斯海軍上校之女，廣瀨擔任駐俄國武官時與其相戀。
尼古拉二世
演員：提摩菲·費奧多羅夫（Timofey Fyodorov）
俄國沙皇。還是皇太子時期曾經訪問日本，當時曾遭到襲擊，所幸逃過一劫。

#### 美國
阿爾弗雷德·賽耶·馬漢
演員：朱利安·葛洛佛（Julian Glover）
美國軍事學院教授，在真之訪問美國時接待他，並且送他自己的書。

## 制作人员
- 原作：司马辽太郎、《殉死》、
- 編剧：野泽尚（過世前已完成全劇第一稿）、柴田岳志、佐藤幹夫
- 剧本修正：池端俊策，松下和惠，冈崎荣
- 音乐：久石让
- 制作统筹：西村与志木，菅康弘，藤泽浩一
- 監製：山折哲雄（國際日本文化中心名譽教授），鸟海靖（東京大學名譽教授），松原正毅（國立民族學博物館民名譽教授），宫尾登美子（作家），松本健一（作家），关川夏央（作家），川口干夫
- 导演：柴田岳志，佐藤幹夫，加藤拓
- 视觉特效制作人：结城崇史
- 视觉特效制作单位：（根据日方各种资料查明）NHK技研、OMNIBUS JAPAN、NTT MEDIA LAB、SCANLINE VFX （德国）、另有韩国、印度、泰国等国的CG工作室承担分包任务，具体名称不详。

## 海外取景地
- 中国：内蒙古锡林郭勒、上海影视乐园、北京飞腾影视基地
- 东欧：俄罗斯圣彼得堡及其临近地区、拉脱维亚共和国
- 地中海地区：马耳他共和国
- 西欧：英国伦敦市、朴茨茅斯市、利物浦市（美国纽约街景）
- 美国：纽约市外围地区、尼亚加拉大瀑布周边地区
- 加勒比地区：古巴圣地亚哥湾（水下摄影）

## 其他
- 乃木希典在電視劇中著的軍裝與其他軍人不同，乃舊式軍裝，代表他是老派思想的軍人。乃木在司馬的觀點中，視其為愚將，但電視劇較修改了這樣的呈現方式。
- 兒玉源太郎赴第三軍，實際上並未取得指揮權，僅作戰略小部分的建議或指導。實際上更改目標為203高地、轉移砲陣地都是第三軍參謀的規劃。
- 夏目金之助第三部在子規庵的發言，是「我是貓」的內容。
- 電視劇中日本海海戰，秋山真之擬定的「丁字戰法」其實被波羅的海艦隊識破，聯合艦隊轉向後，波羅的海艦隊亦跟著調頭，此時是第三艦艦長上村彥之丞緊急更改方向，才扭轉戰局。

## 播放日程
从2009年开始播放到2011年结束，一共13集，每集将有90分钟。
| 播放回                     | 播放日期                | 题（原文）              | 題（中文）              | 導演                    | 收視率                  |
| 第1部（幕末～19世纪末）    | 第1部（幕末～19世纪末） | 第1部（幕末～19世纪末） | 第1部（幕末～19世纪末） | 第1部（幕末～19世纪末） | 第1部（幕末～19世纪末） |
| -------------------------- | ----------------------- | ----------------------- | ----------------------- | ----------------------- | ----------------------- |
| 第一回                     | 2009年11月29日          |                         | 少年之國                | 柴田岳志                | 17.7%                   |
| 第二回                     | 2009年12月6日           |                         | 青雲                    | 柴田岳志                | 19.6%                   |
| 第三回                     | 2009年12月13日          |                         | 國家鳴動                | 柴田岳志                | 19.5%                   |
| 第四回                     | 2009年12月20日          |                         | 日中開戰                | 柴田岳志                | 17.8%                   |
| 第五回                     | 2009年12月27日          |                         | 留學生                  | 一色隆司                | 12.9%                   |
| 第2部（1901年～1904年·夏） |                         |                         |                         |                         |                         |
| 第六回                     | 2010年12月5日           |                         | 日英同盟                | 佐藤幹夫                | 14.7%                   |
| 第七回                     | 2010年12月12日          |                         | 子规逝去                | 佐藤幹夫                | 15.0%                   |
| 第八回                     | 2010年12月19日          |                         | 日俄開戰                | 佐藤幹夫                | 14.7%                   |
| 第九回                     | 2010年12月26日          |                         | 廣瀨战死                | 木村隆文                | 9.7%                    |
| 第3部（日俄战争）          |                         |                         |                         |                         |                         |
| 第十回                     | 2011年12月4日           |                         | 旅順總攻擊              | 加藤拓                  | 12.7%                   |
| 第十一回                   | 2011年12月11日          |                         | 二〇三高地              | 加藤拓                  | 11.0%                   |
| 第十二回                   | 2011年12月18日          |                         | 發現敵艦                | 木村隆文                | 11.1%                   |
| 最终回                     | 2011年12月25日          |                         | 日本海海戰              | 加藤拓                  | 11.4%                   |

## 相關出版品

### 書籍
- NHK特色故事 歷史手冊 （2009年10月30日 日本廣播出版協會版） ISBN 978-4-14-910729-5
- NHK特色故事指南 坂上之雲第一部（2009年10月30日 日本廣播出版協會版） ISBN 978-4-14-407160-7
- NHK特色故事指南 坂上之雲第二部（2010年10月25日 日本廣播出版協會版） ISBN 978-4-14-407173-7

### 原聲帶
- 坂上之雲原聲帶（2009年11月18日發行）（EMI Music Japan Inc.）

### DVD‐Blu-ray
- 坂上之雲 第1部 DVD BOX（2010年3月15日發行）（波麗佳音）
- 坂上之雲 第1部 藍光光碟 BOX（2010年3月15日發行）（波麗佳音）
- 坂上之雲 第2部 DVD BOX（2011年3月16日發行）（波麗佳音）
- 坂上之雲 第2部 藍光光碟 BOX（2011年3月16日發行）（波麗佳音）
- 坂上之雲 第3部 DVD BOX（2012年3月21日發行）（波麗佳音）
- 坂上之雲 第3部 藍光光碟 BOX（2012年3月21日發行）（波麗佳音）